# Buranovszkije babuski
A Buranovszkije babuski (oroszul: Бурановские бабушки, udmurtul: Брангуртысь песянайёс [Brangurtisz peszjanajjosz]) udmurt együttes, amely Oroszországot képviselte a 2012-es Eurovíziós Dalfesztiválon Bakuban.
Az idős hölgyekből álló amatőr asszonykórus nevét Buranovóról, arról a településről kapta, ahol tagjai laknak, így jelentése buranovói nagymamák. Az elnevezés azonban másképp is érthető oroszul: a buranovszkije a buran (hóvihar, hófúvás) szóból képezett melléknév is, ezért az együttes neve azt is jelenti, hogy hóviharnagymamák.
Dalaikat alapvetően udmurtul éneklik (az udmurt a finnugor nyelvek, ezen belül a permi nyelvek közé tartozik); előfordul, hogy oroszul is (pl. orosz tévéműsorokban). Koncertjeiken udmurt népdalokat és népies dalokat adnak elő; ezenkívül énekelnek udmurt szöveggel régi orosz popzenét és olyan világslágereket, mint például a Beatlestől a Let it be, a Deep Purple-től a Smoke on the Water. Ezekben népzenei és pop-elemek keverednek.
Népszerűségüket őszinteségük, életszemléletük is növeli.

## Környezet
Buranovo (udmurtul Brangurt) Európa keleti szélén, Izsevszktől 30 km-re délre, Szarapultól 34 km-re északnyugatra, Malaja Purgától, a járási székhelytől 30 km-re keletre fekszik. (Malaja Purga 7-8000 lakosú község, és nincs vasútállomása sem. Az együttes tagjai Agrizban, a szomszédos Tatárföld 19 ezer lakosú városában szálltak le a vonatról, amikor az országos döntőről hazajöttek.) Így a 2012-es Eurovíziós Dalfesztivál előadói közül a Buranovszkije Babuski volt az egyetlen, amelynek lakhelye nem nyugatra fekszik Bakutól, hanem 3°-kal még keletebbre. Bakunál jóval északabbra; annyira, mint például Riga. Ám az éghajlata Rigáétól eltérően kontinentális, így a januári középhőmérséklet –15 °C.
Buranovónak 658 lakosa van (2011). A tévé mindennapos dolog a faluban. Internet csak nagyon kevés helyen van, például az iskolában; Zoja Dorodova unokái például szoktak internetezni. Az együttes tagjai közül csak Tuktarjova használ számítógépet, munkájából fakadóan is. Térerő nincs a faluban, csak a környező dombokon, így a mobiltelefon sem elterjedt. Vízvezeték nincs mindenkinél. Akinek az udvarában még kút sincs, az utcai csapról vagy a forrásról hordja a vizet vödörrel. Jellemzően fával tüzelnek; nem is nagyon akarnak áttérni a gázra, mert – úgy mondják – az ételnek is más íze van úgy.
Buranovóban kb. a bakui fesztiválig csak földút volt, akkor kezdték építeni a kövesutat. Aszfaltozott út nincs.

## Történet

### Kezdetek
Az együttes tagjai még nem döntötték el, hogy mikor alakultak meg. Az egyik változat szerint 1968-ban. Akkor még fiatalok is énekeltek benne. Az alapító tagok közül már csak Galina Konyeva tagja az együttesnek.
A másik változat szerint 2000-ben. Akkor költözött a faluba Olga Tuktarjova, aki sokat munkálkodott a népi hagyományok és az udmurt kultúra felelevenítésén. Akkor lett az együttes neve Buranovszkije babuski, és ő lett az együttes művészeti vezetője. Azóta az együttes összetétele nem változott. Kb. 2000-ig főleg orosz dalokat énekeltek, ekkor kezdtek áttérni az udmurtokra, és ekkor vették elő a népviseletet is a ládákból.

### A hírnév felé
2008-ban Pavel Pozgyejev „Régi föld új dalai” címmel fesztivált szervezett Izsevszkben. Ennek az volt az alapgondolata, hogy összekapcsolják az udmurt népzenét a városi kultúrával. Kevesen voltak, akik hajlandók voltak kísérletezgetni, lerombolni a sztereotípiákat. Az egyik ilyen újító szellemű művész Olga Tuktarjova volt. A fesztiválon 12 külföldi sláger közül kellett választani, udmurt nyelven előadni. Olga Tuktarjova ekkor kezdte szövegírói-fordítói „pályáját”.
A fesztivál alkalmával azt gondolták, hogy nem fognak többé ilyen „kevert” stílusban énekelni. De még 2008. február 20-án az „Anyanyelvi napok” keretén belül előadták Borisz Grebenscsikov „A kék ég alatt van egy aranyváros” és Viktor Coj „A Nap nevű csillag” című dalát. Ezeket is Olga Tuktarjova fordította oroszról udmurtra. A nézők közül valaki felvette ezeket, és feltette az internetre. Itt aztán elindult a lavina…
2010 májusában Kszenyija Rubcova, aki Izsevszkben született, de akkor már a moszkvai Ljudmila Zikina producerházban dolgozott, éppen Izsevszkben készítette elő moszkvai művészek vendégszereplését, amikor látta őket folk-rockot énekelni. Azonnal aláírt velük egy szerződést, és felkarolta őket. Azóta ő menedzseli őket.

### Az ország egyik legnépszerűbb együttese
2008 után 2011-ben is részt vettek az Észtországban rendezett finnugor fesztiválon.
2011 októberében Cannes-ban szerepeltek az „Orosz ház” fesztivál megnyitóján.
2012 májusában felléptek Harkivban egy koncerten, de itt valószínűleg úgy érezték magukat, mintha Oroszországban lennének.
Baku volt a harmadik külföldi útjuk.
Ma már több stúdió készített velük hang- és filmfelvételeket – zenéseket és interjúkat is.
Amióta megnyerték az Eurovíziós Dalfesztivál országos döntőjét, egymásnak adják a kilincset az újságírók, tudósítók Buranovóban, oroszok és külföldiek egyaránt.
Már több ezren letöltötték az együttes udmurt nyelvű dalait az internetről a mobiltelefonjukra, természetesen ingyen.
Sok diák jár hozzájuk néprajzot tanulni.

## Tagok
- Granya Ivanovna Bajszarova (1949)
- Alevtyina Gennagyjevna Begiseva (1958)
- Zoja Szergejevna Dorodova (1940)
- Galina Nyikolajevna Konyeva (1938)
- Valentyina Szemjonovna Pjatcsenko (1937)
- Natalja Jakovlevna Pugacsova (1935–2019)
- Jekatyerina Szemjonovna Skljajeva (1937–2024)[2]
- Olga Nyikolajevna Tuktarjova (1968)
- Jelizaveta Filippovna Zarbatova (kb. 1926–2014)

### Az együttesről általában
Az együttes tagjai egyszerű, hagyománytisztelő emberek. Nem lázadoznak a nehézségek ellen és csak lassan-lassan kezdenek életkörülményeiken javítani. Megszokták, hogy csak magukra számíthatnak. Nem panaszkodnak egészségükre, pedig lenne mire. Nem próbálnak elköltözni isten háta mögötti kis falujukból és kényelmesebb életet élni. Nincs autójuk, alkalmazottaik, nercbundájuk. Dolgoznak tovább a veteményeskertben, gondoznak néhány állatot, ugyanúgy, mint évekkel ezelőtt, és van, aki továbbra is az utcai csapról hozza a vizet.
Erősen kötődnek a faluhoz. Az ő támogatásukból szerzett be a kultúrház két krezst (oroszul guszli; a legjellegzetesebb, a citerára és a kantelére emlékeztető udmurt népi hangszer).
A sok-sok tudósítót szívélyesen megvendégelik. Az előadásokon megjelenő kemence és süteményestál is erre emlékeztet.
Nagyon régóta énekelnek. Ez elég elterjedt dolog ott a faluban és a környéken. Az együttes akkor tűnt ki a többiek közül, amikor a népdalokon és népies dalokon kívül elkezdtek több millió ember által már ismert dalokat (udmurtul) énekelni. A rockosított népdalokat szívesen nézik azok is, akik egyébként igyekeznek eltitkolni, hogy szeretik a népzenét.
A faluban mindenki ismer mindenkit, és az együttes tagjai ezen belül is összetartanak mindennapjaikban, nem csak a szereplések alkalmával. Nem ritka, hogy egyiküknél összejönnek tévét nézni, és a reklámok alatt énekelnek.
Éneket, zenét nem tanult egyikük sem, ha nem számítjuk azt, hogy a pedagógusok és a népművelők valami mellékes zenei képzést azért kapnak.
Az oroszt általában második anyanyelvükként használják. Más idegen nyelven általában nem beszélnek (Tuktarjova tanult németül); egyelőre csak azerbajdzsániul és angolul tanultak meg egy-két szót az alkalomhoz (fellépéshez) kötődően. (Egy ilyen fellépés volt már az udmurtföldi azerbajdzsáni kisebbség ünnepén.)
Engelbert Humperdinck nevét leginkább csak akkor ismerték meg, amikor szóba került, hogy mi lesz a bakui fesztiválon. De kimondani nem tudják.
Nem festik magukat – ezt szégyenletesnek tartják (különösen ilyen korban), és a szerepléseknél sem engedik meg, hogy sminkeljék őket.
A modern technika és a sztárélet nemigen vonzza őket. Legjobban talán a repülőgép tetszik nekik, mert messziről is hamar hazaérnek vele.
A fellépésekhez nem élnek doppingszerrel. Ehelyett fellépés előtt és után gyertyát gyújtanak.
Oroszul általában keresztnevén és apai nevén (pl. Granya Ivanovna) írnak az emberről, így szólítják meg a tévében, és ez bizonyos tiszteletet is tükröz. Udmurtul az „apaj” szót mondják a tisztelt nők neve után, pl. Granya apaj).

### Granya Ivanovna Bajszarova
Vakolómunkás és szobafestő volt Izsevszkben 1975-ig. Akkor Buranovóba költözött a családjával, és itt a szovhozban (állami gazdaságban) 20 évig fejőnő volt.
6 gyereket nevelt fel, 8 unokája és 1 dédunokája van.
Minden szabad percében köt. Az ő keze alól kerültek ki a díszes gyapjúharisnyák, amelyben az együttes tagjai fellépnek.
A férje szeret verekedős filmeket nézni a tévében, és ezen sokat veszekszenek. Amikor két fia Csecsenföldön volt katonaként, Granya Bajszarova képtelen volt énekelni vagy énekeket hallgatni – folyton csak sírt. Amióta hazajöttek, újra énekel.

### Alevtyina Gennagyjevna Begiseva
Egész életében könyvelő volt. Egész családja gyűjtötte hosszú időn keresztül a régi dolgokat, és 4 éve ebből múzeum nyílt a Kultúrházban, amelynek Alevtyina lett a vezetője. Így lett a hobbiból főfoglalkozás.
Három gyereke van. Férje az ő kívánságára megtanult bocskort (oroszul láptyi) fonni. Körbejárta az öregeket, akik még értettek a bocskorfonáshoz, és megtanulta. Azóta is ő készíti hársfaháncsból szabad idejében az együttes minden tagjának a bocskorát, ame-lyekben fellépnek. Amióta híres lett az együttes, azóta mindenki bocskorban akar járni, és Ilja Ivanovics Begisev nem győzi fonni őket…
Alevtyina nem csak a könyvelésben, hanem az élet egyéb területein is szereti a pontosságot, a rendet. Él-hal a szúdokuért.

### Zoja Szergejevna Dorodova
Péknek tanult. A buranovói sütödében kezdett dolgozni. Miután férjhez ment, a férje falujában, a szomszédos Babinóban laktak. Egy iskolában lett szakács, majd konyhafőnök. A főzést később a „Geofizika” cégnél folytatta.
A férje részeg volt, amikor egyszer tavasszal a jég beszakadt alatta, és – mivel nem tudott úszni – belefulladt a vízbe. Akkor visszaköltözött Buranovóba a lányával a nagymamájához. Nem kellett neki újra megházasodni, hisz olyan erős volt, mint egy férfi. Házat is építettek maguknak férfi nélkül.
Senki nem tud olyan jó kenyeret sütni az egész faluban, mint Zoja mama. Ha más városban ebédre van szükségük, arról is ő gondoskodik.
Egy lánya van. Vele és az ő családjával (vejével, két unokájával) lakik egy házban, akik ellátják a ház körüli teendőket, amikor Zoja mama más városban vendégszerepel.

### Galina Nyikolajevna Konyeva
Elvégezte a szarapuli óvónőképzőt, és negyven éven keresztül dolgozott óvónőként.
Fiatalkorától kezdve énekel színpadon.
Ő az együttes „tengelye”, ötletgazdája, karizmatikus vezéralakja (amellett, hogy Tuktarjova a művészeti vezető). „Méhkirálynőnek” (мушмумы) is nevezik. Még az együttes tagjai is magázzák. Ha városban élne, biztosan nagy karriert futna be politikai pályán.
Neki van a legmélyebb hangja az együttesben.
19 éves korában ment férjhez. A férje ivott, verekedett, fejszével kergette, és egyszer részegen rá is lőtt. Amikor Galina Nyikolajevna a második gyermekével volt terhes, elkergette a férjét. A férje fehérgárdista tiszt leszármazottja volt, 30 éven keresztül északon csavargott. Ott is szert tett két feleségre. Aztán mintha abbahagyta volna az ivást… Cukorbajos lett. A lánya térden állva könyörgött, hogy fogadja vissza az asszony. Galina Nyikolajevna megsajnálta, visszafogadta, és 13 éven át, 2004-ben bekövetkezett haláláig ápolta férjét, aki a végén már alig látott és járni is alig bírt.
Két fiút és egy lányt nevelt fel. Van 8 unokája és 2 dédunokája.
Két éve hagyta abba a versenyszerű sífutást, szép eredményeket ért el benne.
Babákat gyűjt és babaruhát varr nekik.
18 háziállata van: kecske, macskák, tyúkok kakassal, gyöngytyúkok. Vendégszereplések idejére pénzért megbíz egy asszonyt, hogy gondjukat viselje.

### Valentyina Szemjonovna Pjatcsenko
Először varrónőnek tanult, majd az udmurt pedagógiai főiskola bölcsészkarán végzett. Utána férjhez ment. A férje Türkmenisztánban volt katona, és ő ott tanított 21 éven át egy iskolában orosz nyelv és irodalmat. Munkájáért kitüntetéseket is kapott.
A férje ivott és megcsalta, ezért 1984-ben a gyerekeivel együtt otthagyta a nagy lakásban egyedül, és visszatért Buranovóba, öreg édesanyjához. A nyugdíjig itt tanított az iskolában.
1998-ban éppen új tornácot épített, amikor pulóverének ujját elkapta a körfűrész, berántotta, és könyökénél levágta a jobb karját. Ma már így is tud varrógéppel varrni, sütni, messze földön híres töklekvárt főzni. Vödörszám szedi saját kertjéből az epret; ezenkívül szőlőt és dinnyét is termeszt. A szarvasmarhatartásról le kellett mondania. Havat is tud lapátolni.
Fellépéseken művégtagot visel, de ez elég nehéz, és a fellépés végén leveti.
Csöndes, szerény természete miatt a többiek egérkének (Шырпи) nevezik.
Bárhol és bármikor el tud aludni, akár a színpadon is.
Két fiút nevelt föl. Az egyik már meghalt, és néhány hónapja a másik is alkoholista (mint az apja), kezelésre szorul.
2 unokája van.
Valentyina mama kettesben él Csapa nevű kutyájával. Szereplések alkalmával a menye látja el a házat.

### Natalja Jakovlevna Pugacsova
Miután elvégezte az első osztályt, abba kellett hagynia a tanulást, mert elkezdődött a háború. A buranovói kolhozban kezdett el dolgozni. Kaszált, tehenet fejt.
Sokáig rosszul tudott oroszul, mert olyanok között nőtt fel, akik udmurtul beszéltek, de amikor elkezdődtek a fellépések, elég könnyen megtanult. Most angolul akar megtanulni.
Nagyon szeret énekelni és táncolni.
Potyognak belőle a tréfás mondások.
Ő a legapróbb az énekesek közül. Ahogy ő mondja: magassága egy méter, meg egy macska farka.
A férjét úgy ismerte meg, hogy ő volt a brigádvezetője, amikor fejőnő volt. Amikor Natasa mama nincs otthon, a férje látja el az állatokat, de egyébként azt vallja, hogy asszonynak otthon a helye, hogy ellássa az urát, a házat, az állatokat. Ezért minden szereplés, sőt próba is veszekedéssel jár. Ezért Natasa mama a békesség kedvéért kihagy egyes szerepléseket és próbákat.
4 gyereket nevelt fel. 3 unokája, 6 dédunokája van. 2019-ben hunyt el 83 éves korában.

### Jekatyerina Szemjonovna Skljajeva
Negyedikes korában hagyta abba az iskolát, amikor anyja megbetegedett és meghalt.
Az izsevszki gépgyárban dolgozott, majd vakolómunkásként és festőként Perm környékén.
Férjhez ment, és 6 év múlva megözvegyült. Ekkor visszatért szülőfalujába. A nyugdíjig itt dolgozott a kolhozban.
Amikor nyugdíjas lett, akkor kezdett el az együttesben énekelni.
A többiek az együttes hangvillájának nevezik, de nevezhetnék a metronómjának is, mert az is ő, aki az ütemet tartja. Mindig minden szövegre emlékszik, sosem felejt el belépni.
Ő készíti a legfinomabb savanyú káposztát.
Mindig van a zsebében kenyér. Ha más településen szerepelnek, ebből eteti a verebeket, galambokat, kacsákat.
3 gyereket nevelt föl. 5 unokája és 1 dédunokája van.

### Olga Nyikolajevna Tuktarjova
A permi kulturális főiskolán tanult.
A szomszéd faluból származik. Buranovóba jött férjhez, és ő lett a falu kultúrházának az igazgatója.
Az együttes művészeti vezetője (amellett, hogy Konyeva az együttes vezéralakja). Ő írja az idegen nyelvű dalok udmurt szövegét.
Ügyes növénytermesztő. Ő már áprilisban szed a családjának uborkát a fóliasátrából.
2 gyermeke van.

### Jelizaveta Filippovna Zarbatova
Egész életében vasútépítésen dolgozott, de életében először 2011-ben ült vonaton, amikor az együttessel, a többiek unszolására elment vonattal Moszkvába. 1967-ben vesztette el a férjét, akit a munkahelyén ütött agyon az áram, és ő ott maradt egyedül egy csecsemővel. Ezután lett énekes és dalszerző. Egymaga mintegy 20 dalt írt az együttesnek. A saját dalait nehéz a többiekkel együtt énekelnie, mert folyton változtatja a szövegét, improvizál.
Távoli vendégszerepléseken nem vesz részt, Bakuba sem ment el. A filmeken néha szerepel (apró termetű asszony, általában szürkés színű ruhában).
2014. január 13-án hunyt el, 87 éves korában.

### Egyéb személyek
Egyes felvételeken a fentieken kívül mások is énekelnek, akiknek a személye egyelőre a homályba vész.
Harmonikán és gitáron közreműködik: Nyikolaj Grigorjevics Zarbatov
Producer: Kszenyija Igorevna Rubcova
Adminisztrátor: Marija Tolsztuhina, aki maga is előadóművész
Sajtótitkár: Szvetlana Szirigina

## Az együttes fő céljai
1. Templom építése a régi templom helyén. Amíg ez fel nem épül, nem akarnak meghalni. A sűrű szereplések után egyszerűen csak a templomi kórusban szeretnének énekelni. Galina Nyikolajevnát például a régi buranovói templomban keresztelték, és azt szeretné, ha a gyászmiséje is itt lenne az új templomban.
2. Az udmurt nyelv népszerűségének növelése, persze elsősorban az udmurtok körében. Jelenleg sok udmurt szégyelli, hogy udmurt. Ha valaki egyre kevesebbet beszéli a nyelvet, az elősegíti a kihalását. Az együttes azt szeretné, hogy ne elköltözzenek az emberek más területekre és elfelejtsék az udmurt nyelvet és kultúrát, hanem büszkén őrizzék meg és ápolják.

## Öltözék
Az együttes népviseletben lép fel, melyet anyáiktól és nagyanyáiktól örököltek. A faluba érkező vendégeket is ebben fogadják.
A ruházat jellegzetes darabjai: a színes kendő, az ezüst fülbevaló, a nyakláncra fűzött pénzfüzér és a bocskor. A fellépések rendezői-szervezői sem próbálták soha erről lebeszélni az együttest, annyira hozzátartozik ez a megjelenés az együttes lényegéhez.
A ruha és a kötény százéves, a kendő talán kétszáz. A ruha lenből készült háziszőttes. Még a díszítés sem hímzés (ahogy első pillanatra tűnhet), hanem az is szövetből van. A díszítések is mind jelentenek valamit; a legtöbbjük az ártó szellemeket tartja távol (ezeket a szellemeket az udmurt hiedelemvilág, kultúra még a kereszténység előtti animista korból őrizte meg).
Keskeny öv van a ruhán.
A kendőn kívül homlokdíszt (йыркертет) is hordanak.
A nyakdísz (чыртывесь, oroszul монисто) eredetileg ezüstérmékből, például cári ezüstrubelekből készült. Sajnos, nem mindenkire maradt rá az ezüst nyakdísz; a háború alatt többen leadták vagy élelemre cserélték. Galina Konyevának azért maradt meg a 17. századi érmékből álló nyakdísze, mert 1941-ben, amikor a háborúban összegyűjtötték az ezüstöt, az ő nagymamája bevarrta a dunyhába. Natalja Pugacsova például kölcsönadta a saját régi pénzfüzérét valakinek (aki azóta már meg is halt) egy esküvőre, de nem kapta vissza. Így az ő nyakdísze most egyszerűbb: szovjet rubelekből áll.
A felső nyaklánc (amelyre a pénzfüzért fűzik) üveggyöngyökből és korallgombokból áll.
A lábukon rövid kötött harisnya, afölött hófehér zokni – régen ilyet csak ünnepeken viseltek az udmurtok. Cipője csak a kereskedő lányának volt, a többiek bocskorban (кут) jártak – ebben lépnek fel az együttes tagjai is.
A lenből készült százéves ruhadarabok még jó állapotban vannak, a kendők már foszladoznak, folyton javítgatni kell őket. A bocskor egy év alatt elvásik a fellépések alatt.

## A templom
Az együttes minden tagja istenhívő, pravoszláv.
A templom felépítését elsősorban a Buranovszkije babuski szorgalmazza, de mások is adtak be pénzt, ki egy rubelt, ki százat. Az építkezés előreláthatólag kb. 10 millió rubelbe fog kerülni, és részt fog benne venni az egész falu, hiszen ez mindannyiuk ügye.
A régi Szentháromság templomot 1939-ben, Sztálin idején zárták be, és 1940 végén lerombolták. Olajat találtak a környéken, és muszáj volt egy irodát felépíteni, amihez szükség volt a templom tégláira. Az együttes tagjai szerint nem véletlen, hogy a templom lerombolásában részt vevő traktorosok elsőkként haltak meg a háborúban.
Amikor elégették az ikonokat, néhányat kimentettek a lakosok a lángok közül. Ezzel együtt egyes kegytárgyakat és más templomi felszerelést. Ezeket évtizedeken át őriztek padlásokon, ládák mélyén. Ma már van egy fából készült imaház, amelyet egy boltból alakítottak át, és a régen megmentett eszközöket ide hordták össze ideiglenesen. A legközelebbi templom 40 km-re van.
Az új, kb. 100 férőhelyes háromkupolás kis Szentháromság templom vörös téglából épül.
Az alapkövet 2011 októberében tették le és szentelték meg, hogy hivatalosan ne szökőévben kezdődjön meg a templom építése, de magát az építkezést hóolvadás után, 2012 májusában kezdik el.
A templom építésének finanszírozása ma már megoldott, „a kérdés lezárva”.

## Szereplések az Eurovíziós Dalfesztiválokon

### 2010: Hosszú-hosszú szilfa és hogy csináljak belőle ajsont
A dalt Jelizaveta Zarbatova írta 2000 körül. A dalban egy udmurt asszony kimegy a mezőre, és kérdezi a nyírfát: Hogy csináljak a szilfából ajsont? Hogyan fonjak övet a lenből? Sokan vagyunk otthon – hogy tudnám őket megetetni? Hogy tanítsam meg fiatal kancámat szántani? Kimegyek a végtelen mezőre – hogy tudnám én azt felszántani és bevetni, amikor sosem tanultam?
Kszenyija Rubcova, a producer ötlete volt, hogy induljanak a dalversenyen, és csak az utolsó pillanatban közölte ezt az énekesekkel, akiknek a zöme addig még csak nem is hallott az Eurovíziós dalfesztiválról.

### 2011: Csiborijo
Zeneszerző: Igor Matvijenko
Szöveg: Buranovszkije Babuski
Az együttes tagjai nemigen tudták, hogy épp most vesznek részt az országos versenyen, ők csak felvettek egy új dalt.
2011-ben a Rosszija 1 tévécsatorna választott indulót belső kiválasztással; a nagymamák ekkor is szóba kerültek mint lehetséges továbbjutók, de végül nem ők versenyeztek Düsseldorfban.

### 2012: Party for everybody (magyarul: Buli mindenkinek)
Zeneszerző: Viktor Drobis, Tyimofej Leontyev
Hangszerelte: Konsztantyin Kosztomarov
Az udmurt nyelvű rész szövegét hivatalosan Olga Tuktarjova (az együttes művészeti vezetője) írta, de a többiek is aktívan részt vettek benne. Az angol nyelvű részt Mary Susan Applegate amerikai költő írta (akit a Modern Talking és Kylie Minogue kapcsán ismerhetünk). A két részt külön írták, és amikor kiderült, hogy úgy illenek egymáshoz, mint egy széttépett fénykép két darabja, ebben az Isten kezét látták.
A dal igencsak mai. Tömegjelenség, hogy a fiatalok elmennek dolgozni a városba, az öregek pedig így várják őket, ahogy az ének mondja, hogy hazalátogassanak.
A 2012. március 7-én az RTR-Planyeta tv által rendezett nemzeti döntőn a huszonöt fős mezőnyben győztek, maguk mögé utasítva a t.A.T.u. egyik tagjával, Julia Volkovával társult, 2008-ban ESC-győztes Gyima Bilánt és az Aidával (operaénekesnő) párban fellépő világsztár orosz származású rappert, Timatit is.
Ene Ergma, az észt országgyűlés elnöke felszólította honfitársait, hogy a bakui verseny alatt szavazzanak az udmurt versenyzőkre.
A moszkvai országos döntőn is csak hatan léphettek fel a szabályok értelmében. De nem kellett sorsot húzniuk, hogy ki maradjon otthon, mert Zoja mama nem akart elmenni, Alevtyina mamának pedig épp akkor vették ki a vakbelét.
Bakuban is az utolsó pillanatban dőlt el, hogy ugyanők lesznek azok, akik nem lépnek végül színpadra.
Az előzetes felmérések szerint a 2012-es Eurovíziós Dalfesztivál második legnépszerűbb előadói (a legnépszerűbb a svéd Loreen). A döntő végén ugyanez lett a végeredmény: első helyen végzett Loreen, második helyen a Buranovszkije babuski.
A döntő előtti napon az együttesnek mind a nyolc tagja, akik elmentek Bakuba, megkapta az Udmurt Köztársaság népművésze kitüntetést.
Bakuba visznek magukkal udmurt és orosz zászlót; egy marék udmurt földet talizmánnak; ajándékokat a vendéglátóknak; udmurtföldi mezei növényekből lepárolt likőrt; hozzávalókat a perepecshez. A hőséget eddig csak hírből ismerték, de most varrtak maguknak új, a bakui éghajlathoz illő (szintén népviseletes) ruhát is, a fellépéseken kívüli programokra.
Azt tervezik, hogy a fesztiválon mindenkit megvendégelnek perepeccsel.
Külön dallal kedveskednek Engelbert Humperdincknek (a Release me udmurt változatával), és egy azerbajdzsáni dalt is előadnak udmurtul Azerbajdzsánnak.

## Pénzügyek
A fellépti díjak nagy részét félreteszik a templom építtetésére. Ugyanígy azt a 800 ezer rubelt is, amit Olga Tuktarjova és Galina Konyeva nyert a Legyen Ön is milliomosban.
Az együttes munkássága nyomán az udmurt kormányzati szervek is fellelkesültek. Az együttes adományai után az udmurt Kulturális Minisztérium is ad pénzt a kultúrház tatarozására és a művészeti csoportoknak jelmezre.
Némi pénz elment a gáz bevezetésére, fogászati kezelésre is. A sok fellépés miatt 1-2 új öltözet ruha is kell, és ezek bonyolult, gyakorlatilag egyedi darabok.

## Kitüntetések, elismerések
2012: az Udmurt Köztársaság népművészei